# English Open
English Open – profesjonalny, rankingowy turniej snookerowy. Jest rozgrywany się corocznie w okresie od października do grudnia w Anglii. Pierwszy turniej z tej serii miał miejsce w 2016 roku.

## Zwycięzcy
| Rok  | Zwycięzca         | Przeciwnik     | Wynik | Sezon   |
| ---- | ----------------- | -------------- | ----- | ------- |
| 2016 | Liang Wenbo       | Judd Trump     | 9 – 6 | 2016/17 |
| 2017 | Ronnie O’Sullivan | Kyren Wilson   | 9 – 2 | 2017/18 |
| 2018 | Stuart Bingham    | Mark Davis     | 9 – 7 | 2018/19 |
| 2019 | Mark Selby        | David Gilbert  | 9 – 1 | 2019/20 |
| 2020 | Judd Trump        | Neil Robertson | 9 – 8 | 2020/21 |
| 2021 | Neil Robertson    | John Higgins   | 9 – 8 | 2021/22 |
| 2022 | Mark Selby        | Luca Brecel    | 9 – 6 | 2022/23 |
| 2023 | Judd Trump        | Zhang Anda     | 9 – 7 | 2023/24 |
| 2024 | Neil Robertson    | Wu Yize        | 9 – 7 | 2024/25 |